# Ichnestoma stobbiai
Ichnestoma stobbiai är en skalbaggsart som beskrevs av Holm 1992. Ichnestoma stobbiai ingår i släktet Ichnestoma och familjen Cetoniidae. Inga underarter finns listade i Catalogue of Life.